# Премия Брэма Стокера

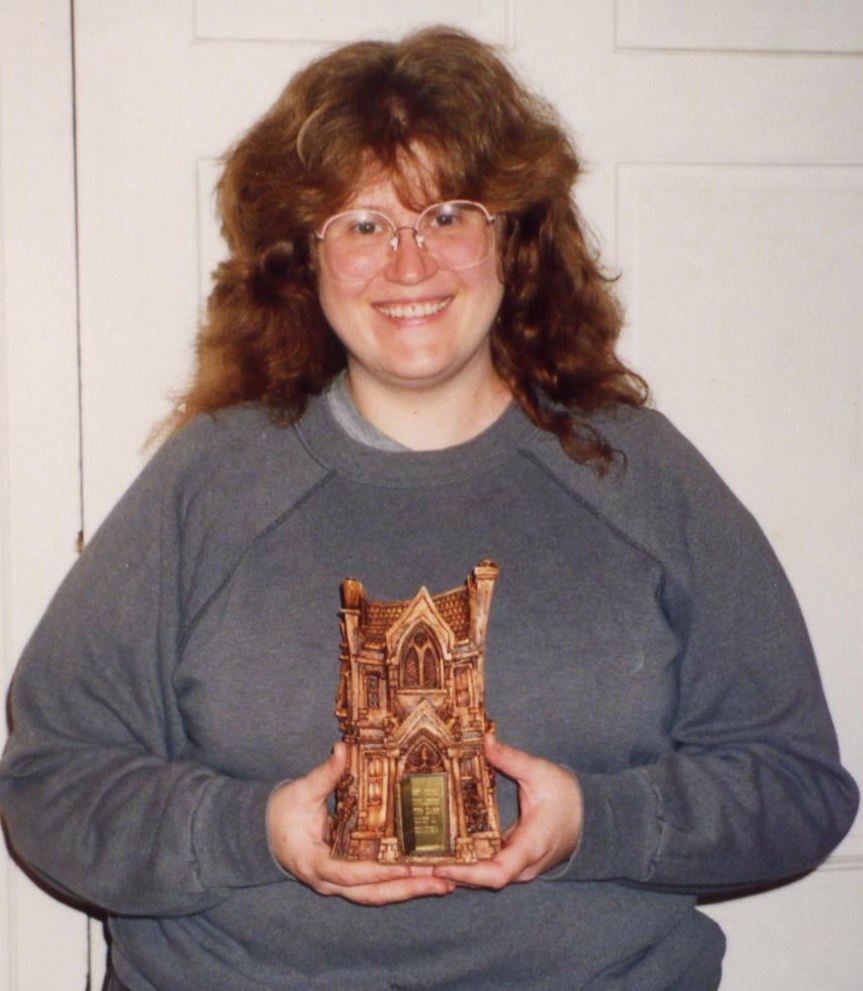
Нэнси Коллинс с наградой в руках

Премия Брэма Стокера (англ. Bram Stoker Award) — награда, присуждаемая Horror Writers Association за выдающиеся достижения в жанре литературы ужасов. Награждения проводятся ежегодно, начиная с 1987 года, и их лауреаты выбираются путём голосования среди действительных членов ассоциации.
Несколько членов ассоциации (включая Дина Кунца) со скепсисом относятся к данной награде, считая, что её присуждение может стимулировать нездоровую конкуренцию вместо того, чтобы являться выражением дружеского восхищения и поддержки. В итоге ассоциация пришла к следующему решению — премия присуждается не за лучшее произведение года, а за «первоклассные достижения» («for superior achievement»). Работы могут быть рекомендованы любым из членов ассоциации. Затем проводится предварительное голосование, а после сужения круга произведений — окончательное.

## Лауреаты
В числе лауреатов премии:
- Саймон Кларк
- Клайв Баркер
- Чарльз Бомонт
- Роберт Блох
- Брюс Бостон
- Рэй Брэдбери
- Рэмси Кэмпбелл
- Дуглас Клегг
- Дон Коскарелли
- Харлан Эллисон
- Нил Гейман
- Джефф Джелб
- Оул Гоинбэк
- Кристофер Голден
- Нэнси Холдер
- Дел Хоуисон
- Чарли Джекоб
- Стивен Кац
- Джек Кетчам
- Стивен Кинг
- Дин Кунц
- Томас Лиготти
- Бентли Литтл
- Джордж Мартин
- Джо Лансдейл
- Ричард Лаймон
- Брайан Кин
- Ричард Мэтисон
- Роберт Маккаммон
- Майкл Муркок
- Дэвид Моррелл
- Лайза Мортон
- Джойс Кэрол Оутс
- Ким Паффенрот
- Алекс Пройас
- Джоан Роулинг
- Эл Саррантонио
- Сиболд, Элис
- Джо Хилл
- Джон Ширли
- Дэн Симмонс
- Питер Страуб
- Стив и Мелани Тем
- Клиффорд Саймак
- Энн Райс